# Bichl (Gemeinde Matrei in Osttirol)

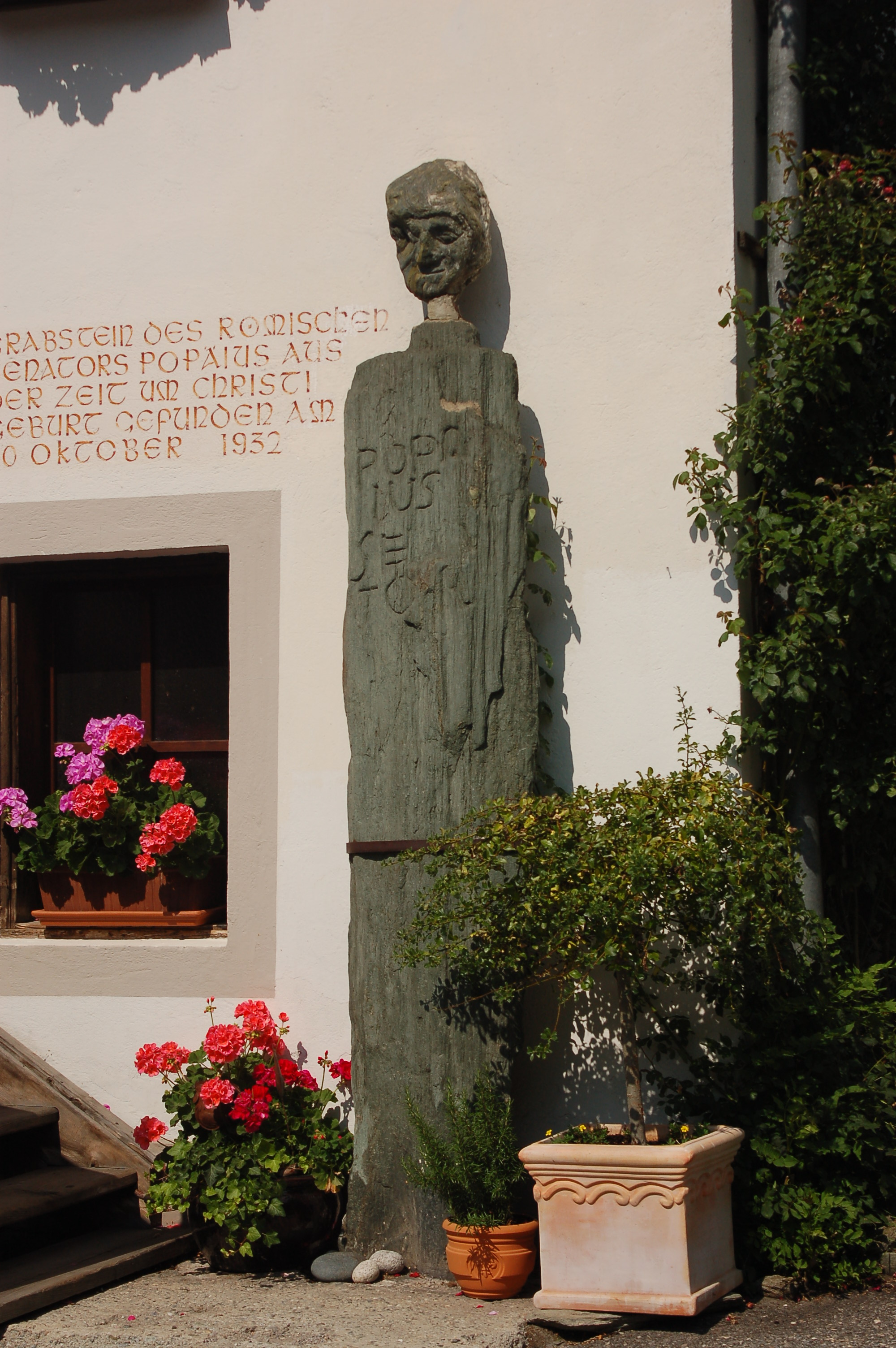
Die römische Grabstele vor dem Haus Bichl Nr. 5

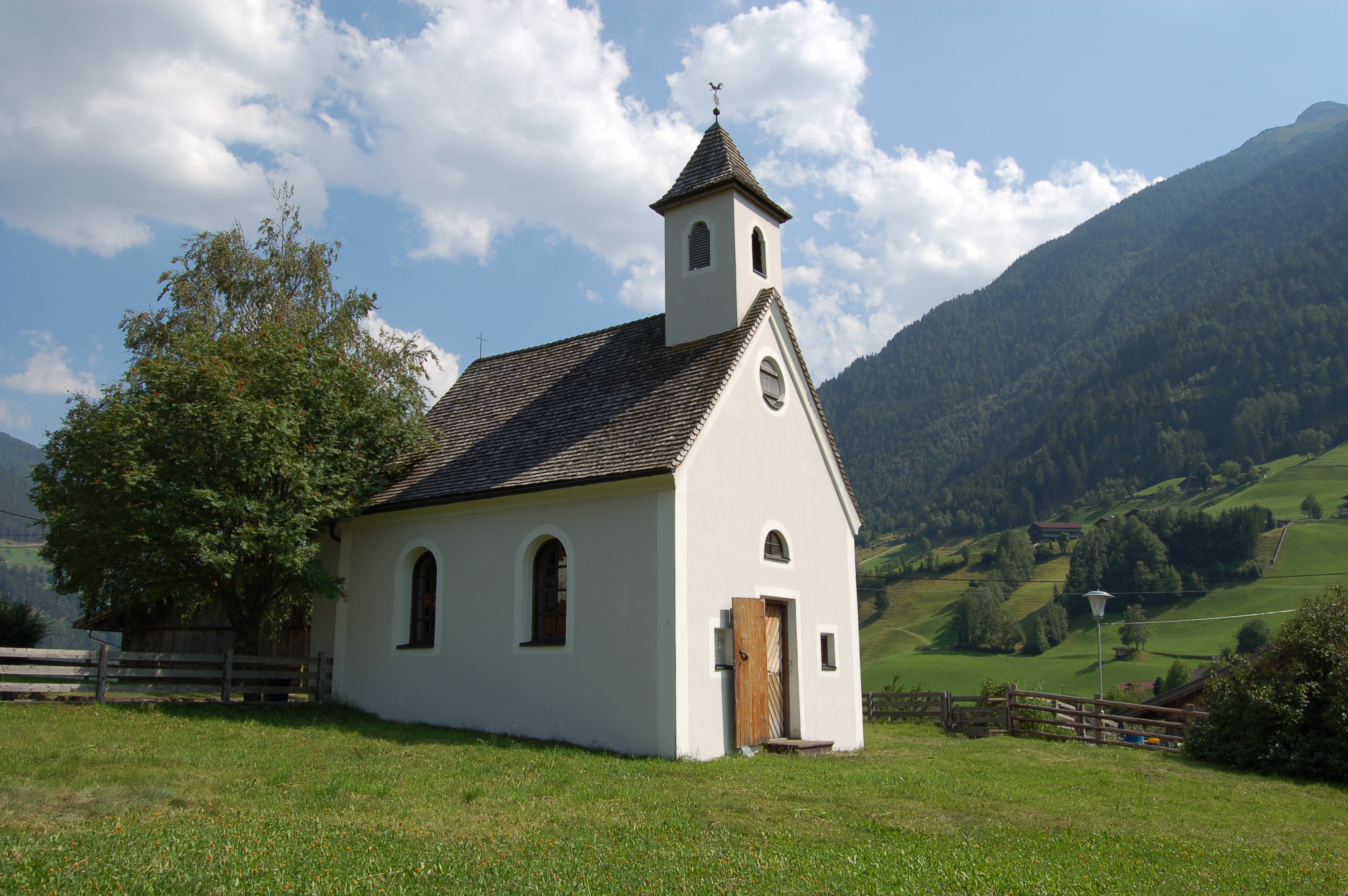
Herz-Jesu-Kapelle

Bichl ist eine Fraktion der Gemeinde Matrei in Osttirol. Die Ortschaft liegt im Matreier Talkessel und hat 210 Einwohner (Stand 1. Jänner 2024).

## Geographie
Bichl liegt rund eineinhalb Kilometer südlich des Ortszentrums von Matrei in Osttirol und gehört zur Katastralgemeinde Matrei in Osttirol Land. Zusammen mit den benachbarten Dörfern Waier und Ganz bildet Bichl am Abhang des Zunigs eine Streusiedlung im Süden des Matreier Marktes, die von der Bevölkerung als „Echlerwasser“ bezeichnet wird. Das Zentrum der Ortschaft mit der Herz-Jesu-Kapelle selbst liegt in einer Höhe von 973 Metern und wird durch eine Straße erschlossen, die vom Matreier Markt über die Isel bis zur Kernsiedlung von Bichl führt. Neben der Kernsiedlung existiert im Nordwesten eine Häusergruppe, die aus zahlreichen Neubauten besteht. Im Süden bindet zudem eine Straße Bichl an die Zunigalm an. Entlang dieser Straße liegen die Bauernhöfe Schmölzer, Pethuber, Lagner und Gereiter, wobei der Bauernhof Gereiter in einer Höhe von 1080 m das höchstgelegene Wohnhaus von Bichl ist.

## Geschichte
Der Name Bichl geht auf die Lage der Ortschaft zurück, die sich um den Fuß einer flachen Kuppe, eines sogenannten „Bichls“ gruppiert. Während der Römerzeit lag Bichl vermutlich an der römischen Straße ins Virgental und Wissenschaftler vermuten daher römerzeitliche und prähistorische Relikte in Bichl. Tatsächlich wurde am 20. Oktober 1932 von Florian Mattersberger ein mächtiger Pfahl aus Chloritschiefer entdeckt, der die Inschrift „POPAIUS SENATOR“ trägt. Jahre später wurde zudem der offensichtlich dazugehörende, skulpturierte Kopf in einem Trockenmauerwerk, in einer so genannten Klaubmauer, gefunden. Die Stele wird als römischer Grabstein gedeutet, wobei es sich bei Senator Popaius um einen römischen Händler gehandelt haben könnte, der in Verbindung mit dem Bergbau in der Iselregion stand. Die Datierung des Fundes ist jedoch unklar, Schätzungen reichen vom 2. Jahrhundert vor Christus bis in die Spätantike.
1869 bestand Bichl aus 18 Häusern, in denen 112 Menschen lebten. Vom 30. auf den 31. März 1895 brannte die Ortschaft nieder, wobei neun Anwesen vernichtet wurden.

## Bauwerke und Sehenswürdigkeiten
Neben der römischen Grabstele, die an der Außenwand des Hofes Bichl Nr. 5 angebracht wurde, ist vor allem die Herz-Jesu-Kapelle als Sehenswürdigkeit von Bedeutung. Die Kapelle wurde auf einem Felsen in erhöhter Lage inmitten des Ortes errichtet und entstand nach der 1885 erteilten Baubewilligung. Die Kapelle wurde über einem rechteckigen Grundriss errichtet und verfügt über einen leicht eingezogenen Rundbogenchor. Über dem steilen schindelgedeckten Satteldach erhebt sich an der Portalseite ein ebenfalls schindelgedeckter Dachreiter, dem ein turmartiges Erscheinungsbild verliehen wurde. Der Dachreiter wird von Kugel, Kreuz und Wetterhahn gekrönt, über dem Rundbogenchor befindet sich zudem ein weiteres Kreuz. Die Längswände sind von jeweils zwei Rundbogenfenstern durchbrochen, an der Portalseite befinden sich neben dem rechteckigen Eingangsportal zudem zwei Sichtfenster sowie ein halbkreisförmiges Fenster und ein Rundfenster. Das Innere der Kapelle wird durch den kleinen Altar geprägt, der aus der ersten Hälfte des 19. Jahrhunderts stammt. Das Altarbild zeigt eine Herz-Jesu-Darstellung, die 1876 von Johann Hinter angefertigt wurde. Darüber befindet sich im Auszug eine Darstellung des heiligen Sebastian aus der ersten Hälfte des 19. Jahrhunderts. Die altrosa Altarsäulen werden von hölzernen Figuren flankiert, die die Apostel Petrus und Paulus darstellen.
Neben der Herz-Jesu-Kapelle befindet sich in Bichl auch eine Kapelle beim hochgelegenen Gereiter-Hof. Es handelt sich dabei um einen kleinen, turmlosen Bau aus dem 19. Jahrhundert, der dem heiligen Wolfgang geweiht wurde. Die rechteckige Kapelle verfügt über eine leicht eingezogene Rundbogenapsis und ein steiles, schindelgedecktes Satteldach. Der hölzerne Altar mit einer Herz-Jesu-Figur stammt aus der zweiten Hälfte des 19. Jahrhunderts.